# برايان ك. كينيدي
برايان ك. كينيدي (بالإنجليزية: Brian K. Kennedy) هو أحيائي أمريكي، ولد في 1967 في لويفيل في الولايات المتحدة.